# イルホム・ノジモフ
イルホム・ノジモフ（Ilkhom Nozimov、1995年3月27日 - ）は、ウズベキスタンの男性総合格闘家。タイガームエタイ所属。

## 来歴
ミルコ・クロコップのPRIDEの試合を兄と一緒に見て夢中になり、6歳で格闘技を始める。その後、ボクシング、レスリング、柔道、空道、テコンドー、コンバットサンボ、ストリートファイトなど、あらゆる格闘技の経験を積んで総合格闘家となる。2015年にプロ総合格闘技デビューを果たした。

### RIZIN
2023年11月4日、RIZIN初参戦となったRIZIN LANDMARK 7でホアレス・ディアと対戦し、常に優勢な展開で3-0の判定勝ち。RIZINデビュー戦を白星で飾った。
2024年4月29日、RIZIN2戦目となるRIZIN.46で元Fighting NEXUSフェザー級王者の山本空良と対戦し、2RにグラウンドパンチでTKO勝ちを収めた。
2024年5月、山本戦で試合中に膝の靭帯を断裂したことで手術を受けて、約1年2ヶ月の長期離脱。
2025年6月14日、RIZIN LANDMARK 11で元PANCRASEフェザー級王者の新居すぐると対戦し、1Rに顎への蹴り上げでKO勝ちを収めた。

## 戦績

### プロ総合格闘技
| 総合格闘技 戦績 | 総合格闘技 戦績 | 総合格闘技 戦績 | 総合格闘技 戦績 | 総合格闘技 戦績 | 総合格闘技 戦績 | 総合格闘技 戦績 |
| --------------- | --------------- | --------------- | --------------- | --------------- | --------------- | --------------- |
| 15 試合         | (T)KO           | 一本            | 判定            | その他          | 引き分け        | 無効試合        |
| 12 勝           | 6               | 3               | 3               | 0               | 0               | 0               |
| 3 敗            | 1               | 2               | 0               | 0               | 0               | 0               |

| 勝敗 | 対戦相手                   | 試合結果                        | 大会名                             | 開催年月日     |
| ○    | 新居すぐる                 | 1R 2:09 KO（顔面への右前蹴り）  | RIZIN LANDMARK 11                  | 2025年6月14日  |
| ○    | 山本空良                   | 2R 3:39 TKO（グラウンドパンチ） | RIZIN.46                           | 2024年4月29日  |
| ○    | ホアレス・ディア           | 5分3R終了 判定3-0               | RIZIN LANDMARK 7                   | 2023年11月4日  |
| ×    | ルステム・クダイベルゲノフ | 1R 0:08 KO (右フック)           | UAE Warriors 39                    | 2023年3月18日  |
| ○    | カザール・ルスタモフ       | 1R 4:30 ニンジャチョーク        | UAE Warriors 34                    | 2022年10月20日 |
| ○    | セルゲイ・クリョフ         | 2R 5:00 TKO（棄権）             | EFC 34                             | 2021年3月19日  |
| ○    | ヴィクトル・ミトコフ       | 5分3R終了 判定3-0               | Tyumen Extreme Sports Expo 2019    | 2019年7月27日  |
| ○    | セヴァク・アレカリャン     | 5分3R終了 判定3-0               | WCSA Combat Ring 29                | 2019年4月26日  |
| ○    | ヴァディム・サヴィン       | 1R 4:06 KO (右ストレート)       | Confrontation 3                    | 2018年11月23日 |
| ○    | ドミトリー・シュルギン     | 1R 3:46 ダースチョーク          | WCSA Combat Ring 25                | 2018年5月17日  |
| ○    | カイラトベク・イマロフ     | 1R 4:06 KO (左フック)           | N1: Championship of Contact Unions | 2018年3月31日  |
| ×    | ユーリー・ヴィルチャコフ   | 1R 3:47 リアネイキッドチョーク  | MFP 215: Ural Frontier             | 2017年12月8日  |
| ○    | アリ・ライムジョノフ       | 1R KO (パウンド)                | WCSA Combat Ring 23                | 2017年11月17日 |
| ○    | ヴャチェスラフ・ディモフ   | 1R 1:37 TKO                     | Russia Regional                    | 2016年7月4日   |
| ×    | ルスラン・キサムディノフ   | 1R 2:30 リアネイキッドチョーク  | WCSA Combat Ring 13                | 2015年4月10日  |

### 補足映像
1. ↑  『【番組】RIZIN CONFESSIONS #150（※番組内で試合映像＆イルホム・ノジモフと山本空良による試合振り返りドキュメンタリー番組）』RIZIN公式YouTubeチャンネル、2024年。